# مجلس هند

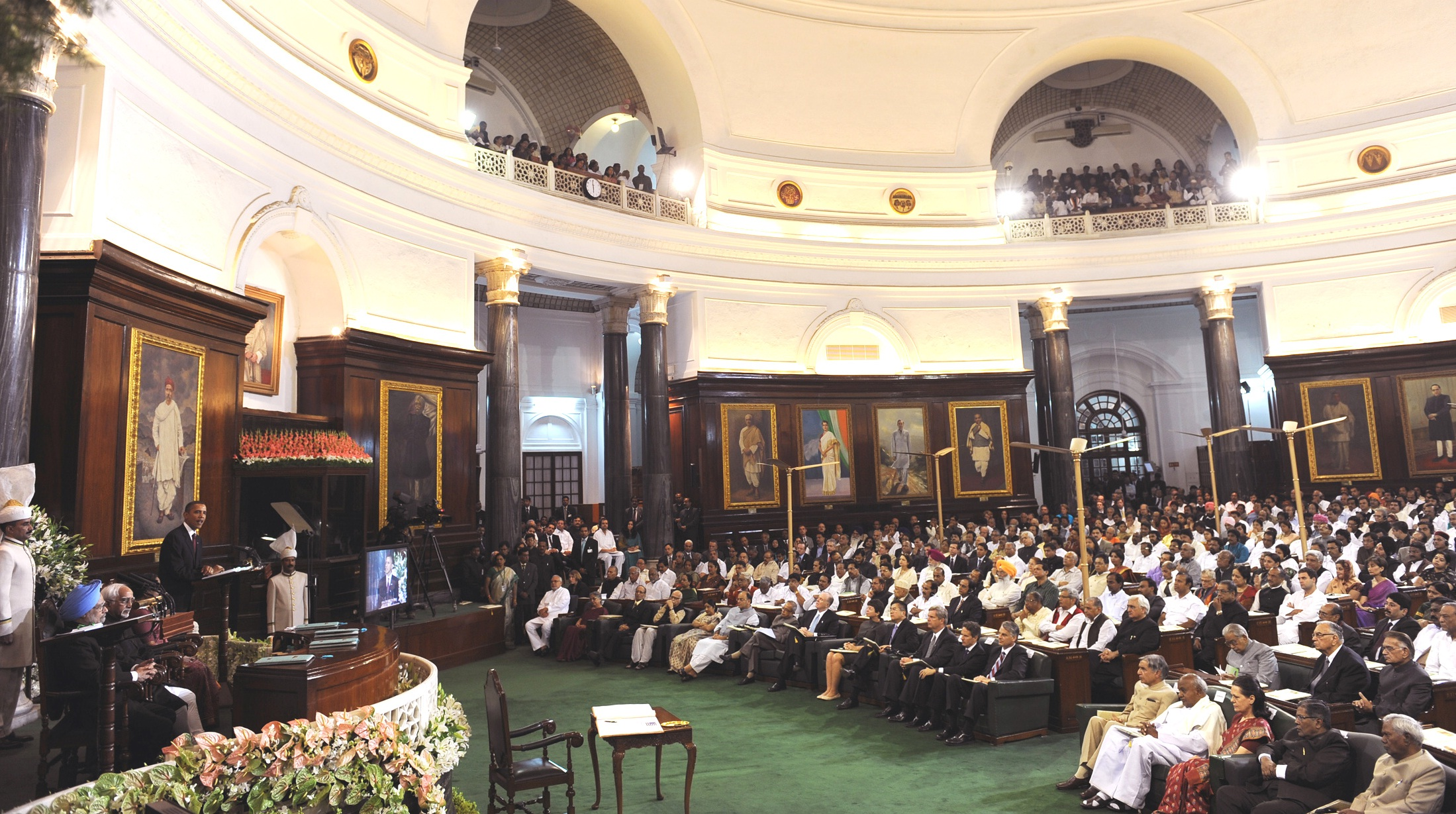
باراک اوباما، رئیس جمهور ایالات متحده، در یک سخنرانی برای اعضای پارلمان در نشست مشترک هر دو مجلس در پارلمان هند، 2010.

مجلس هند (भारत संसद) عالی‌ترین نهاد قانونگذاری و نیرومندترین نهاد سیاسی در هند است که در سال ۱۹۵۰ برپا گردیده‌است. پارلمان هندوستان از سه بخش تشکیل می‌شود؛ ریاست‌جمهوری هند، و دو مجلس لوک سابا و راجیا سابا. لوک سابا مجلس سفلی و راجیه سب‌ها مجلس علیای پارلمان دومجلسی این کشور است. رئیس‌جمهور اختیار دستور برگزاری جلسات و تعویق جلسات هر دو مجلس و صدور فرمان انحلال لوک سابا را دارد.
لوک‌سابا (مجلس عوام) ۵۴۵ نماینده دارد، که ۵۳۰ نفر با رأی مستقیم شهروندان و ۱۳ نفر از ۷ فرمانداری کل انتخاب و به مجلس عوام راه پیدا می‌کنند. ۲ نفر را نیز رئیس‌جمهور از میان بریتانیایی‌های هندی‌تبار برمی‌گزیند. معرفی و رسمیت نخست‌وزیر از طریق حزب حاکم یا ائتلاف احزاب در مجلس عوام (لوک‌سابا) صورت می‌پذیرد.
نمایندگان راجیه سبها (سنا) ۲۵۰ نفرند که ۱۲ تن از آن‌ها را رئیس‌جمهور برمی‌گزیند و بقیه را نمایندگان مجالس ایالتی انتخاب می‌کنند. ریاست مجلس به‌طور معمول با معاون رئیس‌جمهور است.

## تاریخ

### حمله مسلحانه به پارلمان ۲۰۰۱
در سال ۲۰۰۱ لشکر طیبه و جیش محمد اقدام به حمله مسلحانه به پارلمان نمود که ده‌ها نفر کشته و زخمی شدند.

## اجزای پارلمان
مجالس قانونگذاری یعنی مجلس نمایندگان معروف به 'لوک سابها' و مجلس علیا معروف به 'راجیا سابها' و همچنین مجلس قانونگذاری ایالت‌ها
پارلمان از ۳ تشکیلات تشکیل می‌شود ۱- لوکسابا - راجا سبا-مجلس قانونگذاری ایالت‌ها

### رئیس‌جمهور هند
انتخاب ریاست جمهوری هند به صورت غیرمستقیم صورت می‌گیرد یعنی مردم عادی در این انتخابات شرکت نمی‌کنند و تنها اعضای سه مجلس شامل مجالس قانونگذاری یعنی مجلس نمایندگان معروف به 'لوک سابها' و مجلس علیا معروف به 'راجیا سابها' و همچنین مجلس قانونگذاری ایالت‌ها در این انتخابات رأی می‌دهند.
انتخابات ریاست جمهوری هند به یک روش تناسبی و براساس محاسبه خاصی صورت می‌گیرد و رأی هر یک از اعضای مجالس مرکزی و ایالتی دارای ارزش جداگانه‌ای است و نامزدی که بیشترین امتیاز را بدست آورد بر مسند ریاست جمهوری هند تکیه می‌زند.
در حال حاضر کل آرای نمایندگان دو مجلس مرکزی ۵۴۹ هزارو ۴۰۸ امتیاز و آرای اعضای مجالس ایالتی ۵۴۹هزار و ۴۷۴ امتیاز دارد که جمعاً یک میلیون ۹۸ هزارو ۸۸۰ امتیاز است.
ائتلاف مترقی متحد به رهبری حزب کنگره ۴۲ درصد، ائتلاف دمکراتیک ملی به رهبری بی. جی. پی ۲۸ درصد و احزاب خارج از این دو ائتلاف ۲۴ درصد و سایر احزاب نیز ۶ درصد امتیاز دارند.
ائتلاف مترقی متحد پراناب موکرجی وزیر دارایی و ائتلاف دمکراتیک ملی 'پی. ای. سانگما' رئیس پیشین لوک ساب‌ها را به عنوان نامزدهای خود برای احراز بالاترین سمت تشریفاتی هند معرفی کردند.
رئیس‌جمهوری هند برای مدت پنج سال انتخاب می‌شود و بالاترین مقام رسمی کشور است ولی وی به هیچ وجه در فعالیت‌های روزمره دولت دخالت نمی‌کند و نخست‌وزیر منتخب از سوی اعضای مجلس نمایندگان (لوک سابها) و مورد تأیید رئیس‌جمهوری ریاست هیئت دولت را بر عهده می‌گیرد.
رئیس‌جمهوری هند رئیس رسمی قوه مقننه، قوه مجریه، قوه قضاییه و همچنین فرمانده کل نیروهای مسلح کشور است.
براساس ماده ۵۳ قانون اساسی هند، رئیس‌جمهوری این کشور می‌تواند از قدرت‌های قانونی خود به‌طور مستقیم، به استثنای موارد بسیار معدودی، استفاده کند ولی یک شورای وزاری تحت ریاست نخست‌وزیر همه قدرت‌های رئیس‌جمهوری را عملاً اجرا می‌کند.
در هند حداقل سن رئیس‌جمهوری ۳۵ سال بوده اما محدودیتی در حداکثر سن وجود ندارد هرچند فرد رئیس‌جمهوری در هند برای چند بار نیز می‌تواند انتخاب شود.

### لوک سابا
اعضالوک‌سابا می‌توانند ۵۵۲ نفر باشند در حال حاضر ۵۴۵ نفر هستند
لوک سب‌ها نیز به عنوان «خانه مردم» یا لویی جرگه شناخته شده‌است. همه اعضای آن به‌طور مستقیم توسط شهروندان هند بر اساس حق رأی دادن همگانی، به جز دو تن که توسط رئیس‌جمهور هند منصوب می‌شود انتخاب می‌شوند. هر شهروند هند که بیش از ۱۸ سال سن است، صرف نظر از جنسیت، طبقه اجتماعی، مذهب یا نژاد، که در غیر این صورت رد صلاحیت نیست، واجد شرایط رأی دادن برای انتخاب عضو لوک سب‌ها است.
طبق قانون اساسی حداکثر قدرت مجلس ۵۵۲ عضو است. تا مدت پنج سال است. برای اینکه واجد شرایط برای عضویت در سب‌ها Lok، فرد باید شهروند هند باشد و باید ۲۵ سال یا مسن تر، ورشکسته نباشد و نباید به عنوان جرم جنایی محکوم شده باشد. در حال حاضر، نمایندگان خانه به ۵۴۵ عضو است.
تا ۵۲۵ عضو نشان دهنده حوزه‌های ارضی در ایالات، و ۲۰ عضو از نمایندگی ایالت‌ها و سرزمین اتحادی و بیش از دو عضو از جامعه انگلیس تبار هند که توسط رئیس‌جمهور هند نامزد شده‌است.
چند کرسی برای نمایندگان کاست زمان‌بندی و برنامه‌ریزی قبایل به عنوان سهمیه رزرو در اجرا است. در حال حاضر سهمیه در پارلمان هند برای مشارکت زنان وجود ندارد، با این حال، لایحه حق زنان پیشنهاد برای رزرو ۳۳٪ از کرسی در لوک سب‌ها برای زنان است.
.

### راجیا سابا
راجیا سابا یا راجیا سبها یا شورای ایالتها۲۵۰ نفرند برای ۶ سال انتخاب می‌شوند.
راجیا سب‌ها نیز به عنوان «شورای متحده» یا خانه بالای شناخته شده‌است. Rajya سب‌ها بدنه دائمی است و قابل انحلال نیست. با این حال، یک سوم از اعضای بازنشسته هر سال دوم، و جای خود را به اعضای تازه انتخاب شده می‌دهد. هر عضو برای مدت شش سال انتخاب می‌شوند. اعضای آن به‌طور غیرمستقیم با اعضای نهادهای قانونگذاری ایالات انتخاب شده‌است.
راجیه سب‌ها می‌تواند حداکثر ۲۵۰ عضو داشته باشد. هر عضو به مدت ۶ سال است و انتخابات برای یک سوم از کرسی‌های بعد از هر ۲ سال برگزار می‌شود. ۲۳۸ عضو از ایالات و سرزمین اتحادیه انتخاب می‌شود و ۱۲ به رئیس‌جمهور هند نامزد می‌شود و باید شامل افراد با داشتن دانش خاص یا تجربه عملی در مورد مسائل مانند ادبیات، علم، هنر و خدمات اجتماعی باشند.
نمایندگان ایالات اعضای منتخب مجلس قانونگذاری دولت مطابق با سیستم نمایندگی تناسبی با استفاده از رأی انتقال‌پذیر انتخاب می‌شود.
نمایندگان از سرزمین‌های اتحادیه‌ها به‌طور غیرمستقیم توسط اعضای کالج انتخاباتی آن منطقه مطابق با سیستم نمایندگی تناسبی انتخاب می‌شود.
شورای ایالات، برای حفظ شخصیت فدرال کشور است. تعداد عضو از یک ایالت بستگی به جمعیت دولت (به عنوان مثال ۳۱ از اوتار پرادش و از ناگالند) است.
حداقل سن برای یک فرد برای تبدیل شدن به عضو سب‌ها ۳۰ سال است.

## روش کار و کمیته‌ها

### جلسات پارلمان
دوره مجلس برای انجام کار در فواصل زمانی است بیش از ۶ ماه فاصله بین دو جلسه‌است. از این رو مجلس باید برآورده و حداقل دو بار در سال دوره کاری داشته باشد. در هند، پارلمان انجام سه جلسه هر سال.
1. جلسه دوره‌ای بودجه: ۲۰–۳۵ روز در ماه فوریه تا می.
2. جلسه موسمی: ۲۰–۳۵ روز در ماه ژوئیه آگوست.
3. جلسه زمستان: ۲۰–۳۴ روز در ماه نوامبر تا دسامبر

### کمیته‌ها
پارلمان هند کمیته‌های گوناگونی را همچون
1. «کمیته مشورت تجاری»،
2. «کمیته لایحه‌ها»،
3. «کمیته دفاع از امتیازات اعضا»،
4. «کمیته تضمین عدم سوء استفاده از قدرت قانونگذاری»،
5. «کمیته شرکت‌های دولتی»،
6. «کمیته تضمین‌های دولتی»،
7. «کمیته برآوردها»
8. «کمیته محاسبات دولتی»، به منظور انجام هر چه مؤثرتر وظایف خود تشکیل می‌دهد. هر لایحه در وزارتخانه تحت نظارت قائم مقام آن وزارتخانه تهیه و اول به «گروه وزرا» و سپس به کابینه دولت مرکزی تسلیم می‌شود. دولت هند گروهی را متشکل از چندین وزیر به منظور بررسی لایحه‌ها و نیز دیگر موضوعات عمده تشکیل داده که به عنوان «گروه وزرا» معروف است. قائم مقام بالاترین مقام رسمی دائمی در یک وزارتخانه و در واقع مشاور اصلی وزیر آن وزارتخانه است حال آنکه وزیر و معاونان وی در اصل شخصیتهای سیاسی مربوط به حزب یا ائتلاف حاکم هستند که تا زمان ادامه حیات دولت بر سر قدرت باقی می‌مانند و با پایان کار دولت از کار بر کنار می‌شوند. وزیر مربوطه لایحه را بعد از تأیید آن توسط کابینه دولت در مجلس «لوک سبها» و سپس در مجلس «راجیه سبها» مطرح می‌کند و اعضای این دو مجلس دیدگاه‌های خود را در مورد مزایا و معایب آن به نوبت ابراز و سپس آن را با آرای کتبی یا شفاهی تصویب می‌کنند. مطرح شدن لایحه در پارلمان هند همیشه به راحتی صورت نمی‌گیرد و از سوی اعضای احزاب مخالف برخی اوقات اخلال‌هایی صورت می‌گیرد به گونه‌ای که وزیر قادر به طرح لایحه نمی‌شود و رئیس مجلس روند مجلس را برای مدتی متوقف می‌کند. هر لایحه بعد از تصویب در «لوک سبها» و «راجیه سبها» به منظور تأیید نهایی برای رئیس‌جمهوری ارسال می‌گردد و در صورت امضای رئیس‌جمهوری، به عنوان قانون ابلاغ می‌شود.

گاهی اوقات، رئیس‌جمهوری، به دلایل گوناگون، از امضای لایحه تصویب شده توسط «لوک سبها» و «راجیا سبها» خودداری و آن را برای انجام اصلاحاتی به دولت برمی‌گرداند. اگر امضای لایحه‌ای توسط رئیس‌جمهوری بیش از شش ماه به درازا بکشد آن لایحه لغو و دولت مجبور می‌شود که لایحه جدیدی را تهیه و تنظیم کند. دولت لایحه را به‌طور عادی ابتدا در «لوک سبها» و سپس در «راجیا سبها» مطرح می‌کند اما گاهی اوقات عکس این عمل نیز صورت می‌گیرد. دولت، در موارد بسیار نادر، لایحه‌ای را در نشست مشترک اعضای مجالس «لوک سبها» و «راجیا سبها» مطرح می‌کند. «لایحه ممانعت از تروریسم» (پوتو) آخرین لایحه‌ای بود که دولت هند آن را ۲۶ مارس ۲۰۰۲در یک نشست مشترک اعضای مجالس «لوک سبها» و «راجیا سبها» مطرح کرد.
«ائتلاف دمکراتیک ملی» تحت رهبری حزب «بهارتیا جاناتا» (بی. جی. پی) در آن موقع از اکثریت لازم در «لوک سبها» برای تصویب «لایحه ممانعت از تروریسم» برخوردار نبود اما تعداد حامیان این ائتلاف در «راجیا سبها» بیش از مخالفان بود. دولت «ائتلاف دمکراتیک ملی» تحت نخست‌وزیری «آتال بیهاری واجپایی» از این وضعیت استفاده و لایحه «ممانعت از تروریسم» را در یک نشست مشترک اعضای «لوک سبها» و «راجیا سبها» مطرح و تصویب کرد. دولت «ائتلاف مترقی متحد» تحت رهبری حزب کنگره (دولت کنونی) این قانون را در سال ۲۰۰۴بسیار وحشیانه توصیف و آن را لغو کرد. نظام مشابهی نیز در مجالس ایالت‌ها به مورد اجرا گذاشته می‌شود با این تفاوت که برخی از ایالت‌ها همچون «جامو و کشمیر» و «بیهار» دارای دو مجلس هستند در حالی که اکثر ایالت‌ها یک مجلس دارند.

#### کمیته‌های تخصصی
کمیته‌های مجلس نقش حیاتی در سیستم پارلمانی دارد.
نیاز برای کمیته‌های ناشی از دو عامل - یکی از اولین بودن نیاز به هوشیاری در بخشی از مجلس قانونگذاری بر اقدامات اجرایی، در حالی که یک دوم این است که مجلس قانونگذاری مدرن این روزها بیش از حد بر دوش با حجم سنگین کار با مدت زمان محدود در اختیار دارد. هر موضوع باید به‌طور سیستماتیک و کاملاً دقیق و در نظر گرفته شده در صحن مجلس بیاید. اگر کار این است که با مراقبت‌های مناسب باید انجام شود، به‌طور طبیعی برخی از مسئولیت پارلمانی باشد به عهده سازمان است که در آن کار تمام شده‌است اعتماد به نفس است. تفویض اختیار به توابع خاصی از مجلس به کمیته‌است، بنابراین، تبدیل به یک امر عادی است. این تبدیل همه لازم تر است، به عنوان یک کمیته تخصص در یک ماده‌است که به آن اشاره شده‌است.
این موضوع در کمیته، در طول بررسی این است، دیدگاه‌های بیان آزادانه، ماده در عمق، در شیوه کسب و کار مانند و در یک فضای آرام در نظر گرفته‌است. در بسیاری از کمیته‌های عمومی، به‌طور مستقیم یا غیرمستقیم در ارتباط یادداشت‌ها حاوی پیشنهادات و دریافت نقطه نظرات و مطالعات انجام شده و شواهد شفاهی گرفته شده‌است که کمیته کمک می‌کند تا در رسیدن به نتیجه‌گیری انجام شود.
کمیته‌های پارلمانی دو نوع عبارتند از: موقت و کمیته‌های دائمی از همه قدرتمندترین کمیته حساب عمومی است که توسط رهبر مخالفان به رهبری است.